# История почты и почтовых марок Гаити
История почты и почтовых марок Гаити охватывает развитие почтовой связи в Гаити, независимом государстве в Вест-Индии, в западной части одноимённого острова (который оно делит с Доминиканской Республикой) и на прибрежных островах со столицей в Порт-о-Пренсе. С 1881 года Гаити входит в число стран — участниц Всемирного почтового союза (ВПС) и выпускает собственные почтовые марки. Национальным почтовым оператором является Office des Postes d’Haiti.

## Развитие почты
История почты на острове первоначально связана с существованием здесь испанской колонии (до 1697), а затем французской колонии Сан-Доминго. В 1760-х годах на территории Гаити, находившейся в то время под контролем французов, были введены почтовые штемпели, но они были большей частью недатированы. Публичная почтовая служба в государстве Гаити, провозгласившем независимость в 1804 году, отсутствовала до 1808—1809 годов. Посылочное агентство было создано в Жакмеле до 1840 года.
1 июля 1881 года Гаити присоединилось к ВПС.
Употребление почтовых штемпелей известно в менее чем 40 почтовых отделениях, с тех пор как независимое Гаити взяло под собственный контроль управление всеми делами.
С июля 1915 года по август 1934 года Гаити было оккупировано США.
В 1931 году Гаити было принято в Почтовый союз американских государств и Испании (исп. Unión Postal de las Américas y España, сокращённо UPAE), в настоящее время — Почтовый союз американских государств, Испании и Португалии (UPAEP). 1 октября 1937 года Испанией был введён в обращение американско-испанский ответный купон (Cupón-respuesta americoespañol). Он распространялся в странах UPAE , включая Гаити, до 29 февраля 1956 года.
В современных условиях за почтовое обслуживание в стране ответственно предприятие Office des Postes d’Haiti, которое подчинено Министерству торговли и промышленности Гаити.
После крупного разрушительного землетрясения 2010 года почтовое обслуживание в стране временно осуществлялось благодаря помощи со стороны Почтовой службы США и канадской почты, которые предоставили передвижные почтовые отделения, десятки почтовых грузовиков и автофургонов, а также сортировочные шкафы и прочее оборудование.

## Выпуски почтовых марок

### Первые марки
Гаити выпустила свои первые наклеиваемые почтовые марки 1 июля 1881 года, в день присоединения республики к ВПС. Первая почтовая марка была номиналом в 1 сантим, и на ней имелось символическое изображение Свободы[≡].

### Последующие эмиссии
Почтовой администрацией Гаити выпускались почтовые марки для внутренних и международных почтовых отправлений. При этом на оригинальных марках присутствовали надписи: фр. «République d’ Haïti» («Республика Гаити»); «Haïti» («Гаити»); «Postes» («Почта»).
В 1902 году на гаитянских марках производилась надпечатка: «Mai Gt Рге 1902» («Временное правительство. Май 1902»).
Первый памятный выпуск был осуществлён в 1904 году, а первый почтовый блок появился в 1942 году. В 1954 году состоялась эмиссия первых рождественских марок Гаити.
- Примеры памятных марок Гаити в XX веке
- 1914: избрание О. Самора президентом страны
- 1943: адмирал Х. Киллик, самоподорвавшийся на корабле Crête-à-Pierrot во время кризиса 1902 года
- 1954: 150 лет со дня провозглашения независимости Гаити. Портрет Л. Буарона-Тоннера, автора Акта независимости

По данным Л. Л. Лепешинского, всего с 1881 по 1963 год было эмитировано 783 почтовые марки и два блока.

## Другие виды почтовых марок

### Авиапочтовые
Первые авиапочтовые марки Гаити поступили в обращение 4 ноября 1929 года, а последние — в 1999 году.

### Доплатные
Издавались доплатные марки Гаити, на которых было указано: «Chiffre-taxe á percevoir» («Сумма, подлежащая уплате»). В почтовое обращение с 1881 по 1963 год поступили 23 доплатные марки.

### Служебные
Почта Гаити эмитировала также служебные марки, каковых за период 1881—1963 годов насчитывалось девять штук.

### Посылочные
В почтовом обращении Гаити находились посылочные (пакетные) марки; в промежутке с 1881 по 1963 год было издано восемь таких марок. На них присутствовала надпись: «Colis postaux» («Почтовые пакеты»).

### Почтово-налоговые
Гаитянской почтовой службой также выпускались почтово-налоговые марки, на которых значилась соответствующая надпись: «Secours aux victimes de guerre» («Помощь жертвам войны»).

### Почтово-благотворительные
В обращении находились восемь почтово-благотворительных марок Гаити с надписью «Croix Rouge Haïtienne» («Гаитянский Красный Крест»).

### Спешная
Известна также одна гаитянская марка спешной почты.

## Иностранные почтовые отделения
Британские почтовые конторы были учреждены в Жакмеле в марте 1866 года и в Порт-о-Пренсе в июне 1869 года, и обе были закрыты в 1881 году. Британские почтовые марки были разрешены для использования в 1869 году и гасились номерными почтовыми штемпелями E53 (Порт-о-Пренс) или C59 (Жакмель).
Французские почтовые конторы в Кап-Аитьене и Порт-о-Пренсе использовали французские почтовые марки соответственно с 1865 и 1876 года. Эти отделения были закрыты в июне 1881 года.

## Цельные вещи
Издаваемые почтовой администрацией Гаити цельные вещи описаны в «Каталоге цельных вещей мира Хиггинса и Гейджа», в 8-м томе: англ. «H — Haiti to Hungary» («Гаити — Венгрия»).

## Развитие филателии
Коллекционеров, интересующихся историей почты и почтовыми марками этой страны, объединяет Филателистическое общество Гаити (Haiti Philatelic Society). Оно является аффилированным подразделением Американского филателистического общества за номером 81 и базируется в США. Организация возникла в 1975 году, и в ней зарегистрировано порядка 100 филателистов — большей частью из США, а также из некоторых других стран мира.
К числу известных собирателей почтовых марок Гаити относился английский и американский филателист Бертрам Пул (1880—1957).

## Факты
- Из-за неправильно указанных границ на марках с географическими картами, выпущенных соседней Доминиканской Республикой, правительство Республики Гаити прибегло в 1900 году к острому дипломатическому конфликту[19][20][21]. В результате доминиканская администрация была вынуждена изъять весь тираж серии провокационных марок (Sc #111—119).
- Польские авторы О. Гросс и К. Грыжевский[22] следующим образом описали случай спекулятивного выпуска Гаити, выполненного на золоте с бумажной подкладкой в правление бывшего президента и диктатора Франсуа Дювалье:

Стремясь увековечить своё господство, этот диктатор прибегал не только к кровавым полицейским методам, но и выпускал специальные марки со своим портретом. В 1969 году он выпустил такую марку номиналом 30 гурдов тиражом 44 тысячи экземпляров. Она была выполнена одной из швейцарских фирм на золотой фольге, а получить её можно было на художественной карточке и с автографом диктатора… уплатив в его кассу 20 долларов. Однако с филателией это не имеет ничего общего.